# Gare de Banassac - La Canourgue
Gare de Banassac - La Canourgue vasútállomás Franciaországban, Banassac településen.

## Vasútvonalak
Az állomást az alábbi vasútvonalak érintik:
- Béziers-Neussargues-vasútvonal

## Kapcsolódó állomások
A vasútállomáshoz az alábbi állomások vannak a legközelebb:
- Gare de Campagnac - Saint-Geniez
- Gare du Monastier